# باولا ماي ويكس
باولا ماي ويكس (بالإنجليزية: Paula-Mae Weekes)‏ هي سياسية وقاضية ترينيدادية ولدت في يوم 23 ديسمبر 1958 في مدينة بورت أوف سبين عاصمة ترينيداد وتوباغو، في مارس 2018 أختيرت لتكون رئيسة البلاد خلفاً لأنتوني كارمونا بعدما رشحها رئيس الوزراء الترينيدادي كيث رولي بالإتفاق مع زعيمة حزب المجلس القومي المعارض كاملا بيرساد-بيسيسار. باولا سبق لها شغل منصب القاضية العليا لجزر توركس وكايكوس، أثناء ترشيحها لم يتم إجراء انتخابات لاختيار الرئيس لأنها كانت المرشحة الوحيدة، باولا ماي ويكس أصبحت أول امرأة تشغل منصب رئيسة ترينيداد وتوباغو.